# ماكسيميليانو روميرو
ماكسيميليانو روميرو (بالإسبانية: Maximiliano Romero) (9 يناير 1999 بمورينو في الأرجنتين - ) هو لاعب كرة قدم أرجنتيني في مركز الهجوم. لعب مع فيليز سارسفيلد.

## روابط خارجية
- ماكسيميليانو روميرو على موقع قاعدة بيانات كرة القدم.إي يو (الإنجليزية)
- ماكسيميليانو روميرو على موقع Soccerway.com (الإنجليزية)
- ماكسيميليانو روميرو على موقع عالم كرة القدم.نت (الإنجليزية)